# Comitatul Carlow
Carlow (în irlandeză Contae Cheatharlach) este un comitat din Irlanda.